# Liesberg
Liesberg é uma comuna da Suíça, situada no distrito de Laufen, no cantão de Basileia-Campo. Tem 12,49 km² de área e sua população em 2018 foi estimada em 1.127 habitantes.